# Werner Lauterborn
Werner Lauterborn (* 25. Mai 1942 in Königsberg; † 22. August 2023 in Göttingen) war ein deutscher Physiker.

## Leben
Er studierte in Göttingen und diplomierte 1966. Seine Dissertation in Göttingen ging 1968 Über das Verhalten von Gasblasen in Flüssigkeiten. 1974 legte er in Göttingen seine Habilitationsschrift Kavitation durch Laserlicht vor. 1978 bekam er eine Professur am Dritten Physikalischen Institut (DPI) in Göttingen. 1987 nahm er einen Ruf zur TH Darmstadt, bis er 1994 wieder zurück nach Göttingen als Direktor ans DPI ging und das Institut bis zu seiner Pensionierung 2007 leitete. Seine Forschungsschwerpunkte waren Nichtlineare Dynamik, Kavitation und Sonolumineszenz.
Bei der umstrittenen Veröffentlichung der Bläschenfusion 2001 beurteilte er das Experiment als interessant, das Ergebnis selbst aber kritisch. In späteren Experimenten zur Überprüfung der Hypothese in seiner Gruppe wurden keine Belege für Kernfusion in den kollabierenden Bläschen gefunden.

## Auszeichnung
- 1976: Physikpreis der Deutschen Physikalischen Gesellschaft[5]
- 2013: Helmholtz-Medaille der Deutschen Gesellschaft für Akustik[2]

## Werke
- Über das Verhalten von Gasblasen in Flüssigkeiten. Dissertation, Göttingen 1968
- Kavitation durch Laserlicht. Habilitationsschrift, Göttingen 1974, auch in: Acustica. Band 31, 1974, Nr. 2, S. 51–78
- Optische Kavitation: eine neue Methode zur Untersuchung der Dynamik von Kavitationsblasen. Bonn: Dokumentationszentrum der Bundeswehr (DOKZENTBw) 1975
- Cavitation and inhomogeneities in underwater acoustics. Springer, Berlin [u. a.] 1980, ISBN 3-540-09939-5
- mit Thomas Kurz, Martin Wiesenfeldt: Kohärente Optik. Springer, Berlin [u. a.] 1993, ISBN 3-540-56769-0; englisch als Coherent Optics. Springer, Berlin [u. a.] 1995, ISBN 3-540-58372-6; 2. englische Auflage: ebendort 2003, ISBN 3-540-43933-1
- Werner Lauterborn, Thomas Kurz: Physics of bubble oscillations. In: Rep. Prog. Phys. Band 73, 2010, S. 106501, doi:10.1088/0034-4885/73/10/106501.